# Senefelderopsis chiribiquetensis
Senefelderopsis chiribiquetensis là một loài thực vật có hoa trong họ Đại kích. Loài này được (R.E.Schult. & Croizat) Steyerm. miêu tả khoa học đầu tiên năm 1951.